# Lista de episódios de Grey's Anatomy (temporadas 1–15)
Grey's Anatomy é uma série de televisão americana de drama médico que estreou na American Broadcasting Company (ABC) como uma substituição no meio da temporada em 27 de março de 2005. A série enfoca a vida fictícia de residentes e internos cirúrgicos enquanto eles evoluem para médicos experientes enquanto tentam manter vidas pessoais. A premissa do programa se originou com Shonda Rhimes, que atua como produtora executiva, juntamente com Betsy Beers, Mark Gordon, Krista Vernoff, Rob Corn, Mark Wilding e Allan Heinberg. A série foi criada para ser racialmente diversa, utilizando uma técnica de escolha de livre elenco. É filmado principalmente em Los Angeles. O título do programa é uma brincadeira com Gray's Anatomy, o livro clássico de anatomia humana.
Os episódios são transmitidos nas noites de quinta-feira desde a terceira temporada. As duas primeiras temporadas foram ao ar depois de Desperate Housewives no horário de domingo às 22:00. Todos os episódios têm aproximadamente quarenta e três minutos, excluindo os comerciais, e são transmitidos em alta definição e standard.
Grey's Anatomy estava entre os dez programas de maior audiência nos Estados Unidos, da primeira à quarta temporada. Os episódios do programa ganharam vários prêmios, incluindo um Globo de Ouro de melhor série dramática, um People's Choice Award de drama de TV favorito, e múltiplos NAACP Image Awards de Melhor Série Dramática. Desde sua estreia, a Buena Vista Home Entertainment distribui todas as temporadas em DVD. Houve vários episódios especiais recapitulando eventos de episódios anteriores e duas séries de webisódios.
Em 20 de abril de 2018, a ABC renovou oficialmente Grey's Anatomy para uma décima quinta temporada, tornando-se o drama mais antigo de todos os tempos da rede. Em 10 de maio de 2019, a ABC renovou o programa para uma décima sexta e décima sétima temporada.
Em 3 de junho de 2021, 380 episódios de Grey's Anatomy foram ao ar, incluindo cinco especiais.

## Resumo
| Temporada | Temporada | Episódios | Episódios | Originalmente exibido  | Originalmente exibido |
| Temporada | Temporada | Episódios | Episódios | Estreia da temporada   | Final da temporada    |
| --------- | --------- | --------- | --------- | ---------------------- | --------------------- |
|           | 1         | 9         | 9         | 27 de março de 2005    | 22 de maio de 2005    |
|           | 2         | 27        | 27        | 25 de setembro de 2005 | 15 de maio de 2006    |
|           | 3         | 25        | 25        | 21 de setembro de 2006 | 17 de maio de 2007    |
|           | 4         | 17        | 17        | 27 de setembro de 2007 | 22 de maio de 2008    |
|           | 5         | 24        | 24        | 25 de setembro de 2008 | 14 de maio de 2009    |
|           | 6         | 24        | 24        | 24 de setembro de 2009 | 20 de maio de 2010    |
|           | 7         | 22        | 22        | 23 de setembro de 2010 | 19 de maio de 2011    |
|           | 8         | 24        | 24        | 22 de setembro de 2011 | 17 de maio de 2012    |
|           | 9         | 24        | 24        | 27 de setembro de 2012 | 16 de maio de 2013    |
|           | 10        | 24        | 24        | 26 de setembro de 2013 | 15 de maio de 2014    |
|           | 11        | 25        | 25        | 25 de setembro de 2014 | 14 de maio de 2015    |
|           | 12        | 24        | 24        | 24 de setembro de 2015 | 19 de maio de 2016    |
|           | 13        | 24        | 24        | 22 de setembro de 2016 | 18 de maio de 2017    |
|           | 14        | 24        | 24        | 28 de setembro de 2017 | 17 de maio de 2018    |
|           | 15        | 25        | 25        | 27 de setembro de 2018 | 16 de maio de 2019    |
|           | 16        | 21        | 21        | 26 de setembro de 2019 | 9 de abril de 2020    |
|           | 17        | 17        | 17        | 12 de novembro de 2020 | 3 de junho de 2021    |
|           | 18        | 20        | 20        | 30 de setembro de 2021 | 26 de maio de 2022    |
|           | 19        | 20        | 20        | 6 de outubro de 2022   | 18 de maio de 2023    |
|           | 20        | 10        | 10        | 14 de março de 2024    | 30 de maio de 2024    |
|           | 21        | 18        | 18        | 26 de setembro de 2024 | 2025                  |

## Episódios

### 1ª Temporada (2005)
| N.º na série | N.º na temp. | Título                             | Dirigido por       | Escrito por                             | Exibição original   | Audiência (milhões) |
| ------------ | ------------ | ---------------------------------- | ------------------ | --------------------------------------- | ------------------- | ------------------- |
| 1            | 1            | "A Hard Day's Night"               | Peter Horton       | Shonda Rhimes                           | 27 de março de 2005 | 16.25               |
| 2            | 2            | "The First Cut Is the Deepest"     | Peter Horton       | Shonda Rhimes                           | 3 de abril de 2005  | 17.71               |
| 3            | 3            | "Winning a Battle, Losing the War" | Tony Goldwyn       | Shonda Rhimes                           | 10 de abril de 2005 | 17.99               |
| 4            | 4            | "No Man's Land"                    | Adam Davidson      | James D. Parriott                       | 17 de abril de 2005 | 19.18               |
| 5            | 5            | "Shake Your Groove Thing"          | John David Coles   | Ann Hamilton                            | 24 de abril de 2005 | 17.90               |
| 6            | 6            | "If Tomorrow Never Comes"          | Scott Brazil       | Krista Vernoff                          | 1 de maio de 2005   | 18.54               |
| 7            | 7            | "The Self-Destruct Button"         | Darnell Martin     | Kip Koenig                              | 8 de maio de 2005   | 18.86               |
| 8            | 8            | "Save Me"                          | Sarah Pia Anderson | Mimi Schmir                             | 15 de maio de 2005  | 18.33               |
| 9            | 9            | "Who's Zoomin' Who?"               | Wendey Stanzler    | Gabrielle Stanton & Harry Werksman, Jr. | 22 de maio de 2005  | 22.22               |

### 2ª Temporada (2005–06)
| N.º na série | N.º na temp. | Título                                          | Dirigido por        | Escrito por                                             | Exibição original       | Audiência (milhões) |
| ------------ | ------------ | ----------------------------------------------- | ------------------- | ------------------------------------------------------- | ----------------------- | ------------------- |
| 10           | 1            | "Raindrops Keep Falling on My Head"             | Peter Horton        | Stacy McKee                                             | 25 de setembro de 2005  | 18.98               |
| 11           | 2            | "Enough Is Enough"                              | Peter Horton        | James D. Parriott                                       | 2 de outubro de 2005    | 17.57               |
| 12           | 3            | "Make Me Lose Control"                          | Adam Davidson       | Krista Vernoff                                          | 9 de outubro de 2005    | 18.12               |
| 13           | 4            | "Deny, Deny, Deny"                              | Wendey Stanzler     | Zoanne Clack                                            | 16 de outubro de 2005   | 18.28               |
| 14           | 5            | "Bring the Pain"                                | Mark Tinker         | Shonda Rhimes                                           | 23 de outubro de 2005   | 18.00               |
| 15           | 6            | "Into You Like a Train"                         | Jeff Melman         | Krista Vernoff                                          | 30 de outubro de 2005   | 16.67               |
| 16           | 7            | "Something to Talk About"                       | Adam Davidson       | Stacy McKee                                             | 6 de novembro de 2005   | 18.13               |
| 17           | 8            | "Let It Be"                                     | Lesli Linka Glatter | Mimi Schmir                                             | 13 de novembro de 2005  | 19.74               |
| 18           | 9            | "Thanks for the Memories"                       | Michael Dinner      | Shonda Rhimes                                           | 20 de novembro de 2005  | 20.33               |
| 19           | 10           | "Much too Much"                                 | Wendey Stanzler     | Gabrielle Stanton & Harry Werksman, Jr.                 | 27 de novembro de 2005  | 19.59               |
| 20           | 11           | "Owner of a Lonely Heart"                       | Daniel Minahan      | Mark Wilding                                            | 4 de dezembro de 2005   | 20.59               |
| 21           | 12           | "Grandma Got Run Over by a Reindeer"            | Peter Horton        | Krista Vernoff                                          | 11 de dezembro de 2005  | 15.70               |
| 22           | 13           | "Begin the Begin"                               | Jessica Yu          | Kip Koenig                                              | 15 de janeiro de 2006   | 18.97               |
| 23           | 14           | "Tell Me Sweet Little Lies"                     | Adam Davidson       | Tony Phelan & Joan Rater                                | 22 de janeiro de 2006   | 21.04               |
| 24           | 15           | "Break on Through"                              | David Paymer        | Zoanne Clack                                            | 29 de janeiro de 2006   | 18.44               |
| 25           | 16           | "It's the End of the World"                     | Peter Horton        | Shonda Rhimes                                           | 5 de fevereiro de 2006  | 37.88               |
| 26           | 17           | "As We Know It"                                 | Peter Horton        | Shonda Rhimes                                           | 12 de fevereiro de 2006 | 25.42               |
| 27           | 18           | "Yesterday"                                     | Rob Corn            | História por : Mimi Schmir Roteiro por : Krista Vernoff | 19 de fevereiro de 2006 | 24.36               |
| 28           | 19           | "What Have I Done to Deserve This?"             | Wendey Stanzler     | Stacy McKee                                             | 26 de fevereiro de 2006 | 24.76               |
| 29           | 20           | "Band-Aid Covers the Bullet Hole"               | Julie Anne Robinson | Gabrielle Stanton & Harry Werksman, Jr.                 | 12 de março de 2006     | 22.51               |
| 30           | 21           | "Superstition"                                  | Tricia Brock        | James D. Parriott                                       | 19 de março de 2006     | 21.13               |
| 31           | 22           | "The Name of the Game"                          | Seith Mann          | Blythe Robe                                             | 2 de abril de 2006      | 22.35               |
| 32           | 23           | "Blues for Sister Someone"                      | Jeff Melman         | Elizabeth Klaviter                                      | 30 de abril de 2006     | 20.76               |
| 33           | 24           | "Damage Case"                                   | Tony Goldwyn        | Mimi Schmir                                             | 7 de maio de 2006       | 21.99               |
| 34           | 25           | "17 Seconds"                                    | Daniel Minahan      | Mark Wilding                                            | 14 de maio de 2006      | 22.60               |
| 35           | 26           | "Deterioration of the Fight or Flight Response" | Rob Corn            | Tony Phelan & Joan Rater                                | 15 de maio de 2006      | 22.50               |
| 36           | 27           | "Losing My Religion"                            | Mark Tinker         | Shonda Rhimes                                           | 15 de maio de 2006      | 22.50               |

### 3ª Temporada (2006–07)
| N.º na série | N.º na temp. | Título                          | Dirigido por        | Escrito por                             | Exibição original       | Audiência (milhões) |
| ------------ | ------------ | ------------------------------- | ------------------- | --------------------------------------- | ----------------------- | ------------------- |
| 37           | 1            | "Time Has Come Today"           | Daniel Minahan      | Shonda Rhimes                           | 21 de setembro de 2006  | 25.41               |
| 38           | 2            | "I Am a Tree"                   | Jeff Melman         | Krista Vernoff                          | 28 de setembro de 2006  | 23.48               |
| 39           | 3            | "Sometimes a Fantasy"           | Adam Arkin          | Debora Cahn                             | 5 de outubro de 2006    | 22.80               |
| 40           | 4            | "What I Am"                     | Dan Lerner          | Allan Heinberg                          | 12 de outubro de 2006   | 22.88               |
| 41           | 5            | "Oh, the Guilt"                 | Jeff Melman         | Zoanne Clack & Tony Phelan & Joan Rater | 19 de outubro de 2006   | 22.05               |
| 42           | 6            | "Let the Angels Commit"         | Jessica Yu          | Stacy McKee                             | 2 de novembro de 2006   | 21.02               |
| 43           | 7            | "Where the Boys Are"            | Daniel Minahan      | Mark Wilding                            | 9 de novembro de 2006   | 20.65               |
| 44           | 8            | "Staring at the Sun"            | Jeff Melman         | Gabrielle Stanton & Harry Werksman, Jr. | 16 de novembro de 2006  | 20.92               |
| 45           | 9            | "From a Whisper to a Scream"    | Julie Anne Robinson | Kip Koenig                              | 23 de novembro de 2006  | 18.51               |
| 46           | 10           | "Don't Stand So Close to Me"    | Seith Mann          | Carolina Paiz                           | 30 de novembro de 2006  | 24.01               |
| 47           | 11           | "Six Days (Part 1)"             | Greg Yaitanes       | Krista Vernoff                          | 11 de janeiro de 2007   | 23.03               |
| 48           | 12           | "Six Days (Part 2)"             | Greg Yaitanes       | Krista Vernoff                          | 18 de janeiro de 2007   | 21.94               |
| 49           | 13           | "Great Expectations"            | Michael Grossman    | Eric Buchman                            | 25 de janeiro de 2007   | 21.50               |
| 50           | 14           | "Wishin' and Hopin"             | Julie Anne Robinson | Tony Phelan & Joan Rater                | 1 de fevereiro de 2007  | 24.18               |
| 51           | 15           | "Walk on Water"                 | Rob Corn            | Shonda Rhimes                           | 8 de fevereiro de 2007  | 25.20               |
| 52           | 16           | "Drowning on Dry Land"          | Rob Corn            | Shonda Rhimes                           | 15 de fevereiro de 2007 | 25.76               |
| 53           | 17           | "Some Kind of Miracle"          | Adam Arkin          | Shonda Rhimes & Marti Noxon             | 22 de fevereiro de 2007 | 27.39               |
| 54           | 18           | "Scars and Souvenirs"           | James Frawley       | Debora Cahn                             | 15 de março de 2007     | 22.68               |
| 55           | 19           | "My Favorite Mistake"           | Tamra Davis         | Chris Van Dusen                         | 22 de março de 2007     | 22.30               |
| 56           | 20           | "Time After Time"               | Christopher Misiano | Stacy McKee                             | 19 de abril de 2007     | 21.12               |
| 57           | 21           | "Desire"                        | Tom Verica          | Mark Wilding                            | 26 de abril de 2007     | 20.08               |
| 58 59        | 22 23        | "The Other Side of This Life"   | Michael Grossman    | Shonda Rhimes                           | 3 de maio de 2007       | 21.23               |
| 60           | 24           | "Testing 1-2-3"                 | Christopher Misiano | Allan Heinberg                          | 10 de maio de 2007      | 19.58               |
| 61           | 25           | "Didn't We Almost Have It All?" | Rob Corn            | Tony Phelan & Joan Rater                | 17 de maio de 2007      | 22.57               |

### 4ª Temporada (2007–08)
| N.º na série | N.º na temp. | Título                                   | Dirigido por        | Escrito por                    | Exibição original      | Audiência (milhões) |
| ------------ | ------------ | ---------------------------------------- | ------------------- | ------------------------------ | ---------------------- | ------------------- |
| 62           | 1            | "A Change Is Gonna Come"                 | Rob Corn            | Shonda Rhimes                  | 27 de setembro de 2007 | 20.93               |
| 63           | 2            | "Love/Addiction"                         | James Frawley       | Debora Cahn                    | 4 de outubro de 2007   | 18.51               |
| 64           | 3            | "Let the Truth Sting"                    | Daniel Minahan      | Mark Wilding                   | 11 de outubro de 2007  | 19.04               |
| 65           | 4            | "The Heart of the Matter"                | Randall Zisk        | Allan Heinberg                 | 18 de outubro de 2007  | 18.04               |
| 66           | 5            | "Haunt You Every Day"                    | Bethany Rooney      | Krista Vernoff                 | 25 de outubro de 2007  | 18.17               |
| 67           | 6            | "Kung Fu Fighting"                       | Tom Verica          | Stacy McKee                    | 1 de novembro de 2007  | 19.31               |
| 68           | 7            | "Physical Attraction, Chemical Reaction" | Jeff Melman         | Tony Phelan & Joan Rater       | 8 de novembro de 2007  | 19.50               |
| 69           | 8            | "Forever Young"                          | Rob Corn            | Mark Wilding                   | 15 de novembro de 2007 | 19.61               |
| 70           | 9            | "Crash Into Me (Part 1)"                 | Michael Grossman    | Shonda Rhimes & Krista Vernoff | 22 de novembro de 2007 | 14.11               |
| 71           | 10           | "Crash Into Me (Part 2)"                 | Jessica Yu          | Shonda Rhimes & Krista Vernoff | 6 de dezembro de 2007  | 17.78               |
| 72           | 11           | "Lay Your Hands on Me"                   | John Terlesky       | Allan Heinberg                 | 10 de janeiro de 2008  | 17.68               |
| 73           | 12           | "Where the Wild Things Are"              | Rob Corn            | Zoanne Clack                   | 24 de abril de 2008    | 16.37               |
| 74           | 13           | "Piece of My Heart"                      | Mark Tinker         | Stacy McKee                    | 1 de maio de 2008      | 15.31               |
| 75           | 14           | "The Becoming"                           | Julie Anne Robinson | Tony Phelan & Joan Rater       | 8 de maio de 2008      | 16.03               |
| 76           | 15           | "Losing My Mind"                         | James Frawley       | Debora Cahn                    | 15 de maio de 2008     | 15.55               |
| 77 78        | 16 17        | "Freedom"                                | Rob Corn            | Shonda Rhimes                  | 22 de maio de 2008     | 18.09               |

### 5ª Temporada (2008–09)
| N.º na série | N.º na temp. | Título                                      | Dirigido por             | Escrito por              | Exibição original       | Audiência (milhões) |
| ------------ | ------------ | ------------------------------------------- | ------------------------ | ------------------------ | ----------------------- | ------------------- |
| 79 80        | 1 2          | "Dream a Little Dream of Me"                | Rob CornMichael Pressman | Shonda Rhimes            | 25 de setembro de 2008  | 18.30               |
| 81           | 3            | "Here Comes the Flood"                      | Michael Pressman         | Krista Vernoff           | 9 de outubro de 2008    | 14.54               |
| 82           | 4            | "Brave New World"                           | Eric Stoltz              | Debora Cahn              | 16 de outubro de 2008   | 14.57               |
| 83           | 5            | "There's No 'I' in Team"                    | Randy Zisk               | Jenna Bans               | 23 de outubro de 2008   | 14.21               |
| 84           | 6            | "Life During Wartime"                       | James Frawley            | Mark Wilding             | 30 de outubro de 2008   | 15.05               |
| 85           | 7            | "Rise Up"                                   | Joanna Kerns             | William Harper           | 6 de novembro de 2008   | 15.63               |
| 86           | 8            | "These Ties That Bind"                      | Eric Stoltz              | Stacy McKee              | 13 de novembro de 2008  | 15.59               |
| 87           | 9            | "In the Midnight Hour"                      | Tom Verica               | Tony Phelan & Joan Rater | 20 de novembro de 2008  | 15.74               |
| 88           | 10           | "All By Myself"                             | Arlene Sanford           | Peter Nowalk             | 4 de dezembro de 2008   | 15.15               |
| 89           | 11           | "Wish You Were Here"                        | Rob Corn                 | Debora Cahn              | 8 de janeiro de 2009    | 13.71               |
| 90           | 12           | "Sympathy for the Devil"                    | Jeannot Szwarc           | Jenna Bans               | 15 de janeiro de 2009   | 12.95               |
| 91           | 13           | "Stairway to Heaven"                        | Allison Liddi-Brown      | Mark Wilding             | 22 de janeiro de 2009   | 14.25               |
| 92           | 14           | "Beat Your Heart Out"                       | Julie Anne Robinson      | William Harper           | 5 de fevereiro de 2009  | 15.20               |
| 93           | 15           | "Before and After"                          | Dan Attias               | Tony Phelan & Joan Rater | 12 de fevereiro de 2009 | 15.70               |
| 94           | 16           | "An Honest Mistake"                         | Randy Zisk               | Peter Nowalk             | 19 de fevereiro de 2009 | 15.39               |
| 95           | 17           | "I Will Follow You Into the Dark"           | James Frawley            | Jenna Bans               | 12 de março de 2009     | 13.54               |
| 96           | 18           | "Stand By Me"                               | Jessica Yu               | Zoanne Clack             | 19 de março de 2009     | 14.36               |
| 97           | 19           | "Elevator Love Letter"                      | Edward Ornelas           | Stacy McKee              | 26 de março de 2009     | 15.81               |
| 98           | 20           | "Sweet Surrender"                           | Tony Phelan              | Sonay Washington         | 23 de abril de 2009     | 13.22               |
| 99           | 21           | "No Good at Saying Sorry (One More Chance)" | Tom Verica               | Krista Vernoff           | 30 de abril de 2009     | 13.94               |
| 100          | 22           | "What a Difference a Day Makes"             | Rob Corn                 | Shonda Rhimes            | 7 de maio de 2009       | 15.33               |
| 101          | 23           | "Here's to Future Days"                     | Bill D'Elia              | Allan Heinberg           | 14 de maio de 2009      | 15.58               |
| 102          | 24           | "Now or Never"                              | Rob Corn                 | Debora Cahn              | 14 de maio de 2009      | 17.12               |

### 6ª Temporada (2009–10)
| N.º na série | N.º na temp. | Título                                        | Dirigido por        | Escrito por                 | Exibição original       | Audiência (milhões) |
| ------------ | ------------ | --------------------------------------------- | ------------------- | --------------------------- | ----------------------- | ------------------- |
| 103          | 1            | "Good Mourning"                               | Edward Ornelas      | Krista Vernoff              | 24 de setembro de 2009  | 17,03               |
| 104          | 2            | "Goodbye"                                     | Bill D'Elia         | Krista Vernoff              | 24 de setembro de 2009  | 17,03               |
| 105          | 3            | "I Always Feel Like Somebody's Watchin' Me"   | Michael Pressman    | Tony Phelan & Joan Rater    | 1 de outubro de 2009    | 15,69               |
| 106          | 4            | "Tainted Obligation"                          | Tom Verica          | Jenna Bans                  | 8 de outubro de 2009    | 14,13               |
| 107          | 5            | "Invasion"                                    | Tony Phelan         | Mark Wilding                | 15 de outubro de 2009   | 13,79               |
| 108          | 6            | "I Saw What I Saw"                            | Allison Liddi-Brown | William Harper              | 22 de outubro de 2009   | 14,67               |
| 109          | 7            | "Give Peace a Chance"                         | Chandra Wilson      | Peter Nowalk                | 29 de outubro de 2009   | 13,74               |
| 110          | 8            | "Invest in Love"                              | Jessica Yu          | Stacy McKee                 | 5 de novembro de 2009   | 13,95               |
| 111          | 9            | "New History"                                 | Rob Corn            | Allan Heinberg              | 12 de novembro de 2009  | 14,87               |
| 112          | 10           | "Holidaze"                                    | Robert Berlinger    | Krista Vernoff              | 19 de novembro de 2009  | 14,07               |
| 113          | 11           | "Blink"                                       | Randy Zisk          | Debora Cahn                 | 14 de janeiro de 2010   | 12,73               |
| 114          | 12           | "I Like You So Much Better When You're Naked" | Donna Deitch        | Tony Phelan & Joan Rater    | 21 de janeiro de 2010   | 12,65               |
| 115          | 13           | "State of Love and Trust"                     | Jeannot Szwar       | Stacy McKee                 | 4 de fevereiro de 2010  | 12,55               |
| 116          | 14           | "Valentine's Day Massacre"                    | Stephen Cragg       | William Harper              | 11 de fevereiro de 2010 | 12,74               |
| 117          | 15           | "The Time Warp"                               | Rob Corn            | Zoanne Clack]]              | 18 de fevereiro de 2010 | 10,21               |
| 118          | 16           | "Perfect Little Accident"                     | Bill D'Elia         | Peter Nowalk                | 4 de março de 2010      | 11,83               |
| 119          | 17           | "Push"                                        | Chandra Wilson      | Debora Cahn                 | 11 de março de 2010     | 10,96               |
| 120          | 18           | "Suicide is Painless"                         | Jeannot Szwarc      | Tony Phelan & Joan Rater    | 25 de março de 2010     | 11,57               |
| 121          | 19           | "Sympathy for the Parents"                    | Debbie Allen        | Allan Heinberg              | 1 de abril de 2010      | 9,87                |
| 122          | 20           | "Hook, Line and Sinner"                       | Tony Phelan         | Meg Marinis                 | 29 de abril de 2010     | 10,47               |
| 123          | 21           | "How Insensitive"                             | Tom Verica          | William Harper              | 6 de maio de 2010       | 11,03               |
| 124          | 22           | "Shiny Happy People"                          | Edward Ornelas      | Zoanne Clack & Peter Nowalk | 13 de maio de 2010      | 11,05               |
| 125          | 23           | "Sanctuary"                                   | Stephen Cragg       | Shonda Rhimes               | 20 de maio de 2010      | 13,93               |
| 126          | 24           | "Death and All His Friends"                   | Rob Corn            | Shonda Rhimes               | 20 de maio de 2010      | 16,13               |

### 7ª Temporada (2010–11)
| N.º na série | N.º na temp. | Título                               | Dirigido por        | Escrito por              | Exibição original       | Audiência (milhões) |
| ------------ | ------------ | ------------------------------------ | ------------------- | ------------------------ | ----------------------- | ------------------- |
| 127          | 1            | "With You I'm Born Again"            | Rob Corn            | Krista Vernoff           | 23 de setembro de 2010  | 14,32               |
| 128          | 2            | "Shock to the System"                | Tom Verica          | William Harper           | 30 de setembro de 2010  | 12,53               |
| 129          | 3            | "Superfreak"                         | Michael Pressman    | Mark Wilding             | 7 de outubro de 2010    | 12,75               |
| 130          | 4            | "Can't Fight Biology"                | Edward Ornelas      | Peter Nowalk             | 14 de outubro de 2010   | 12,11               |
| 131          | 5            | "Almost Grown"                       | Chandra Wilson      | Brian Tanen              | 21 de outubro de 2010   | 10,97               |
| 132          | 6            | "These Arms of Mine"                 | Stephen Cragg       | Stacy McKee              | 28 de outubro de 2010   | 10,79               |
| 133          | 7            | "That's Me Trying"                   | Tony Phelan         | Austin Guzman            | 4 de novembro de 2010   | 11,92               |
| 134          | 8            | "Something's Gotta Give"             | Jeannot Szwarc      | William Harper           | 11 de novembro de 2010  | 11,13               |
| 135          | 9            | "Slow Night, So Long"                | Rob Bailey          | Zoanne Clack             | 18 de novembro de 2010  | 11,46               |
| 136          | 10           | "Adrift and at Peace"                | Allison Liddi-Brown | Tony Phelan & Joan Rater | 2 de dezembro de 2010   | 11,02               |
| 137          | 11           | "Disarm"                             | Debbie Allen        | Krista Vernoff           | 6 de janeiro de 2011    | 11,64               |
| 138          | 12           | "Start Me Up"                        | Mark Jackson        | Natalie Krinsky          | 13 de janeiro de 2011   | 12,15               |
| 139          | 13           | "Don't Deceive Me (Please Don't Go)" | Kevin McKidd        | Mark Wilding             | 3 de fevereiro de 2011  | 11,18               |
| 140          | 14           | "P.Y.T. (Pretty Young Thing)"        | Steve Robin         | Austin Guzman            | 10 de fevereiro de 2011 | 10,47               |
| 141          | 15           | "Golden Hour"                        | Rob Corn            | Stacy McKee              | 17 de fevereiro de 2011 | 10,24               |
| 142          | 16           | "Not Responsible"                    | Debbie Allen        | Debora Cahn              | 24 de fevereiro de 2011 | 9,13                |
| 143          | 17           | "This Is How We Do It"               | Edward Ornelas      | Peter Nowalk             | 24 de março de 2011     | 10,28               |
| 144          | 18           | "Song Beneath the Song"              | Tony Phelan         | Shonda Rhimes            | 31 de março de 2011     | 13,09               |
| 145          | 19           | "It's a Long Way Back"               | Steve Robin         | William Harper           | 28 de abril de 2011     | 10,67               |
| 146          | 20           | "White Wedding"                      | Chandra Wilson      | Stacy McKee              | 5 de maio de 2011       | 10,11               |
| 147          | 21           | "I Will Survive"                     | Tom Verica          | Zoanne Clack             | 12 de maio de 2011      | 9,63                |
| 148          | 22           | "Unaccompanied Minor"                | Rob Corn            | Debora Cahn              | 19 de maio de 2011      | 9,89                |

### 8ª Temporada (2011–12)
| N.º na série | N.º na temp. | Título                     | Dirigido por        | Escrito por               | Exibição original       | Audiência (milhões) |
| ------------ | ------------ | -------------------------- | ------------------- | ------------------------- | ----------------------- | ------------------- |
| 149          | 1            | "Free Falling"             | Rob Corn            | Tony Phelan & Joan Rater  | 22 de setembro de 2011  | 10,38               |
| 150          | 2            | "She's Gone"               | Tony Phelan         | Debora Cahn               | 22 de setembro de 2011  | 10,38               |
| 151          | 3            | "Take the Lead"            | Chandra Wilson      | William Harper            | 29 de setembro de 2011  | 10,20               |
| 152          | 4            | "What Is It About Men"     | Tom Verica          | Stacy McKee               | 6 de outubro de 2011    | 8,70                |
| 153          | 5            | "Love, Loss and Legacy"    | Stephen Cragg       | Denise Hahn               | 13 de outubro de 2011   | 9,97                |
| 154          | 6            | "Poker Face"               | Kevin McKidd        | Peter Nowalk              | 20 de outubro de 2011   | 9,54                |
| 155          | 7            | "Put Me In, Coach"         | Debbie Allen        | Jeannine Renshaw          | 27 de outubro de 2011   | 9,93                |
| 156          | 8            | "Heart-Shaped Box"         | Jessica Yu          | Austin Guzman             | 3 de novembro de 2011   | 9,52                |
| 157          | 9            | "Dark Was the Night"       | Allison Liddi-Brown | Debora Cahn               | 10 de novembro de 2011  | 11,29               |
| 158          | 10           | "Suddenly"                 | Ron Underwood       | Stacy McKee               | 5 de janeiro de 2012    | 12,12               |
| 159          | 11           | "This Magic Moment"        | Steve Robin         | Zoanne Clack              | 12 de janeiro de 2012   | 10,71               |
| 160          | 12           | "Hope for the Hopeless"    | Mark Jackson        | Peter Nowalk              | 19 de janeiro de 2012   | 9,42                |
| 161          | 13           | "If/Then"                  | Jeannot Szwarc      | William Harper            | 2 de fevereiro de 2012  | 9,71                |
| 162          | 14           | "All You Need Is Love"     | Rob Corn            | Jeannine Renshaw          | 9 de fevereiro de 2012  | 10,27               |
| 163          | 15           | "Have You Seen Me Lately?" | Tony Phelan         | Austin Guzman             | 16 de fevereiro de 2012 | 8,31                |
| 164          | 16           | "If Only You Were Lonely"  | Susan Vaill         | Matt Byrne                | 23 de fevereiro de 2012 | 9,06                |
| 165          | 17           | "One Step Too Far"         | Edward Ornelas      | William Harper            | 15 de março de 2012     | 9,62                |
| 166          | 18           | "The Lion Sleeps Tonight"  | Mark Jackson        | Stacy McKee               | 5 de abril de 2012      | 8,19                |
| 167          | 19           | "Support System"           | Allison Liddi-Brown | Heather Mitchell          | 12 de abril de 2012     | 8,85                |
| 168          | 20           | "The Girl With No Name"    | Ron Underwood       | Peter Nowalk              | 19 de abril de 2012     | 9,82                |
| 169          | 21           | "Moment of Truth"          | Chandra Wilson      | Zakiyyah Alexander        | 26 de abril de 2012     | 9,45                |
| 170          | 22           | "Let the Bad Times Roll"   | Kevin McKidd        | Matt Byrne                | 3 de maio de 2012       | 9,24                |
| 171          | 23           | "Migration"                | Stephen Cragg       | Mark Wilding & Jenna Bans | 10 de maio de 2012      | 9,82                |
| 172          | 24           | "Flight"                   | Rob Corn            | Shonda Rhimes             | 17 de maio de 2012      | 11,44               |

### 9ª Temporada (2012–13)
| N.º na série | N.º na temp. | Título                                | Dirigido por    | Escrito por      | Exibição original       | Audiência (milhões) |
| ------------ | ------------ | ------------------------------------- | --------------- | ---------------- | ----------------------- | ------------------- |
| 173          | 1            | "Going, Going, Gone"                  | Rob Corn        | Stacy McKee      | 27 de setembro de 2012  | 11.73               |
| 174          | 2            | "Remember the Time"                   | Tony Phelan     | William Harper   | 4 de outubro de 2012    | 10.84               |
| 175          | 3            | "Love the One You're With"            | Debbie Allen    | Zoanne Clack     | 18 de outubro de 2012   | 9.69                |
| 176          | 4            | "I Saw Her Standing There"            | Kevin McKidd    | Austin Guzman    | 25 de outubro de 2012   | 8.76                |
| 177          | 5            | "Beautiful Doom"                      | Stephen Cragg   | Jeannine Renshaw | 8 de novembro de 2012   | 9.26                |
| 178          | 6            | "Second Opinion"                      | Chandra Wilson  | William Harper   | 15 de novembro de 2012  | 8.84                |
| 179          | 7            | "I Was Made for Lovin' You"           | Laura Innes     | Peter Nowalk     | 29 de novembro de 2012  | 8.195               |
| 180          | 8            | "Love Turns You Upside Down"          | Mark Jackson    | Stacy McKee      | 6 de dezembro de 2012   | 9.10                |
| 181          | 9            | "Run, Baby, Run"                      | Rob Corn        | Debora Cahn      | 13 de dezembro de 2012  | 8.17                |
| 182          | 10           | "Things We Said Today"                | Ron Underwood   | Austin Guzman    | 10 de janeiro de 2013   | 9.34                |
| 183          | 11           | "The End is the Beginning is the End" | Cherie Nowlan   | Joan Rater       | 17 de janeiro de 2013   | 8.80                |
| 184          | 12           | "Walking on a Dream"                  | Rob Hardy       | Tia Napolitano   | 24 de janeiro de 2013   | 9.01                |
| 185          | 13           | "Bad Blood"                           | Steve Robin     | Jeannine Renshaw | 31 de janeiro de 2013   | 8.93                |
| 186          | 14           | "The Face of Change"                  | Rob Greenlea    | Stacy McKee      | 7 de fevereiro de 2013  | 8.91                |
| 187          | 15           | "Hard Bargain"                        | Tony Phelan     | William Harper   | 14 de fevereiro de 2013 | 8.57                |
| 188          | 16           | "This Is Why We Fight"                | Jeannot Szwarc  | Austin Guzman    | 21 de fevereiro de 2013 | 8.75                |
| 189          | 17           | "Transplant Wasteland"                | Chandra Wilson  | Zoanne Clack     | 14 de março de 2013     | 8.20                |
| 190          | 18           | "Idle Hands"                          | David Greenspan | Gabriel Llanas   | 21 de março de 2013     | 9.39                |
| 191          | 19           | "Can't Fight This Feeling"            | Mark Jackson    | Meg Marinis      | 28 de março de 2013     | 9.02                |
| 192          | 20           | "She's Killing Me"                    | Nicole Rubio    | Debora Cahn      | 4 de abril de 2013      | 8.58                |
| 193          | 21           | "Sleeping Monster"                    | Bobby Roth      | Bronwyn Garrity  | 25 de abril de 2013     | 8.24                |
| 194          | 22           | "Do You Believe in Magic?"            | Kevin McKidd    | Dan Bucatinsky   | 2 de maio de 2013       | 8.87                |
| 195          | 23           | "Readiness is All"                    | Tony Phelan     | William Harper   | 9 de maio de 2013       | 8.97                |
| 196          | 24           | "Perfect Storm"                       | Rob Corn        | Stacy McKee      | 16 de maio de 2013      | 8.99                |

### 10ª Temporada (2013–14)
| N.º na série | N.º na temp. | Título                                                    | Dirigido por    | Escrito por              | Exibição original       | Audiência (milhões) |
| ------------ | ------------ | --------------------------------------------------------- | --------------- | ------------------------ | ----------------------- | ------------------- |
| 197          | 1            | "Seal Our Fate"                                           | Rob Corn        | Joan Rater               | 26 de setembro de 2013  | 9,27                |
| 198          | 2            | "I Want You with Me"                                      | Chandra Wilson  | Debora Cahn              | 26 de setembro de 2013  | 9,27                |
| 199          | 3            | "Everybody's Crying Mercy"                                | Tony Phelan     | Tia Napolitano           | 3 de outubro de 2013    | 9,60                |
| 200          | 4            | "Puttin' On the Ritz"                                     | Rob Corn        | Austin Guzman            | 10 de outubro de 2013   | 8,79                |
| 201          | 5            | "I Bet It Stung"                                          | Mark Jackson    | Jeannine Renshaw         | 17 de outubro de 2013   | 8,78                |
| 202          | 6            | "Map of You"                                              | David Greenspan | William Harper           | 24 de outubro de 2013   | 8,73                |
| 203          | 7            | "Thriller"                                                | Cherie Nowlan   | Gabriel Llanas           | 31 de outubro de 2013   | 8,94                |
| 204          | 8            | "Two Against One"                                         | Kevin McKidd    | Meg Marinis              | 7 de novembro de 2013   | 8,68                |
| 205          | 9            | "Sorry Seems to Be the Hardest Word"                      | Jeannot Szwarc  | Stacy McKee              | 14 de novembro de 2013  | 8,56                |
| 206          | 10           | "Somebody That I Used to Know"                            | Debbie Allen    | Debora Cahn              | 21 de novembro de 2013  | 8,61                |
| 207          | 11           | "Man on the Moon"                                         | Bobby Roth      | Elizabeth J. B. Klaviter | 5 de dezembro de 2013   | 7,02                |
| 208          | 12           | "Get Up, Stand Up"                                        | Tony Phelan     | William Harper           | 12 de dezembro de 2013  | 8,36                |
| 209          | 13           | "Take It Back"                                            | Rob Corn        | Austin Guzman            | 27 de fevereiro de 2014 | 9,42                |
| 210          | 14           | "You've Got to Hide Your Love Away"                       | Ron Underwood   | Tia Napolitano           | 6 de março de 2014      | 8,21                |
| 211          | 15           | "Throwing It All Away"                                    | Chris Hayden    | William Harper           | 13 de março de 2014     | 7,36                |
| 212          | 16           | "We Gotta Get Out of This Place"                          | Susan Vaill     | Jeannine Renshaw         | 20 de março de 2014     | 8,09                |
| 213          | 17           | "Do You Know?"                                            | Chandra Wilson  | Stacy McKee              | 27 de março de 2014     | 8,42                |
| 214          | 18           | "You Be Illin"                                            | Nicole Rubio    | Zoanne Clack             | 3 de abril de 2014      | 8,28                |
| 215          | 19           | "I'm Winning"                                             | Kevin McKidd    | Joan Rater               | 10 de abril de 2014     | 8,18                |
| 216          | 20           | "Go It Alone"                                             | Mark Jackson    | Lauren Barnett           | 17 de abril de 2014     | 8,45                |
| 217          | 21           | "Change of Heart"                                         | Rob Greenlea    | Meg Marinis              | 24 de abril de 2014     | 7,99                |
| 218          | 22           | "We Are Never Ever Getting Back Together"                 | Rob Corn        | Joan Rater               | 1 de maio de 2014       | 8,81                |
| 219          | 23           | "Everything I Try to Do, Nothing Seems to Turn Out Right" | Bill D'Elia     | Austin Guzman            | 8 de maio de 2014       | 7,95                |
| 220          | 24           | "Fear (Of the Unknown)"                                   | Tony Phelan     | William Harper           | 15 de maio de 2014      | 8,92                |

### 11ª Temporada (2014–15)
| N.º na série | N.º na temp. | Título                            | Dirigido por     | Escrito por             | Exibição original       | Audiência (milhões) |
| ------------ | ------------ | --------------------------------- | ---------------- | ----------------------- | ----------------------- | ------------------- |
| 221          | 1            | "I Must Have Lost it on the Wind" | Kevin McKidd     | Stacy McKee             | 25 de Setembro de 2014  | 9.81                |
| 222          | 2            | "Puzzle With a Piece Missing"     | Rob Corn         | Willim Harper           | 2 de Outubro de 2014    | 9.15                |
| 223          | 3            | "Got to Be Real"                  | Rob Corn         | Zoanne Clack            | 9 de Outubro de 2014    | 8.48                |
| 224          | 4            | "Only Mama Knows"                 | Nicole Rubio     | Mark Driscoll           | 16 de Outubro de 2014   | 8.43                |
| 225          | 5            | "Bend & Break"                    | Jesse Bochco     | Meg Marinis             | 23 de Outubro de 2014   | 8.62                |
| 226          | 6            | "Don't Let's Start"               | Rob Greenlea     | Austin Guzman           | 6 de Novembro de 2014   | 8.08                |
| 227          | 7            | "Could We Start Again, Please?"   | Bobby Roth       | Andy Reaser             | 13 de Novembro de 2014  | 8.36                |
| 228          | 8            | "Risk"                            | Rob Corn         | William Harper          | 20 de Novembro de 2014  | 8.33                |
| 229          | 9            | "Where Do We Go From Here"        | Debbie Allen     | Meg Marinis             | 29 de Janeiro de 2015   | 8.71                |
| 230          | 10           | "The Bed's Too Big Without You"   | Chandra Wilson   | Tia Napolitano          | 5 de Fevereiro de 2015  | 7.98                |
| 231          | 11           | "All I Could Do Was Cry"          | Ron Underwood    | Elizabeth J.B. Klaviter | 12 de Fevereiro de 2015 | 7.81                |
| 232          | 12           | "The Great Pretender"             | Jeannot Szwarc   | Marck Driscoll          | 19 de Fevereiro de 2015 | 8.13                |
| 233          | 13           | "Staring at the End"              | Mark Jackson     | Stacy McKee             | 26 de Fevereiro de 2015 | 7.56                |
| 234          | 14           | "The Distance"                    | Eric Laneuville  | Austin Guzman           | 5 de Março de 2015      | 8.09                |
| 235          | 15           | "I Feel the Earth Move"           | Thomas J. Wright | Jen Klein               | 12 de Março de 2015     | 7.40                |
| 236          | 16           | "Don't Dream It's Over"           | Susan Vaill      | Andy Reaser             | 19 de Março de 2015     | 7.73                |
| 237          | 17           | "With or Without You"             | Chandra Wilson   | Elisabeth R. Finch      | 26 de Março de 2015     | 8.18                |
| 238          | 18           | "When I Grow Up"                  | Zetna Fuentes    | Tia Napolitano          | 2 de Abril de 2015      | 6.64                |
| 239          | 19           | "Crazy Love"                      | Paul McCrane     | Elizabeth J.B. Klaviter | 9 de Abril de 2015      | 7.42                |
| 240          | 20           | "One Flight Down"                 | David Greenspan  | Austin Guzman           | 16 de Abril de 2015     | 7.60                |
| 241          | 21           | "How to Save a Life"              | Rob Hardy        | Shonda Rhimes           | 23 de Abril de 2015     | 9.55                |
| 242 243      | 22 23        | "She's Leaving Home"              | Chris Hayden     | Stacy McKee             | 30 de Abril de 2015     | 8.74                |
| 244          | 24           | "Time Stops"                      | Kevin McKidd     | Meg Marinis             | 7 de Maio de 2015       | 7.74                |
| 245          | 25           | "You're My Home"                  | Rob Corn         | William Harper          | 14 de Maio de 2015      | 8.33                |

### 12ª Temporada (2015–16)
| N.º na série | N.º na temp. | Título                                   | Dirigido por         | Escrito por             | Exibição original       | Audiência (milhões) |
| ------------ | ------------ | ---------------------------------------- | -------------------- | ----------------------- | ----------------------- | ------------------- |
| 246          | 1            | "Sledgehammer"                           | Kevin McKidd         | Stacy McKee             | 24 de setembro de 2015  | 9.55                |
| 247          | 2            | "Walking Tall"                           | Debbie Allen         | Meg Marinis             | 1 de outubro de 2015    | 8.58                |
| 248          | 3            | "I Choose You"                           | Rob Corn             | William Harper          | 8 de outubro de 2015    | 8.12                |
| 249          | 4            | "Old Time Rock and Roll"                 | Nicole Rubio         | Austin Guzman           | 15 de outubro de 2015   | 8.25                |
| 250          | 5            | "Guess Who's Coming to Dinner"           | Debbie Allen         | Mark Driscoll           | 22 de outubro de 2015   | 8.96                |
| 251          | 6            | "The Me Nobody Knows"                    | Jeannot Szwarc       | Karin Gist              | 5 de novembro de 2015   | 8.50                |
| 252          | 7            | "Something Against You"                  | Geary McLeod         | Andy Reaser             | 12 de novembro de 2015  | 8.02                |
| 253          | 8            | "Things We Lost in the Fire"             | Rob Corn             | Tia Napolitano          | 19 de novembro de 2015  | 8.50                |
| 254          | 9            | "The Sound of Silence"                   | Denzel Washington    | Stacy McKee             | 11 de fevereiro de 2016 | 8.28                |
| 255          | 10           | "All I Want Is You"                      | Kevin Sullivan       | Elisabeth R. Finch      | 18 de fevereiro de 2016 | 7.82                |
| 256          | 11           | "Unbreak My Heart"                       | Rob Corn             | Elizabeth J.B. Klaviter | 25 de fevereiro de 2016 | 7.23                |
| 257          | 12           | "My Next Life"                           | Chandra Wilson       | William Harper          | 3 de março de 2016      | 7.67                |
| 258          | 13           | "All Eyez on Me"                         | Charlotte Brandström | Austin Guzman           | 10 de março de 2016     | 7.53                |
| 259          | 14           | "Odd Man Out"                            | Kevin McKidd         | Meg Marinis             | 17 de março de 2016     | 7.83                |
| 260          | 15           | "I Am Not Waiting Anymore"               | Nicole Rubio         | Mark Driscoll           | 24 de março de 2016     | 7.91                |
| 261          | 16           | "When It Hurts So Bad"                   | Eric Laneuville      | Andy Reaser             | 31 de março de 2016     | 7.77                |
| 262          | 17           | "I Wear the Face"                        | Chandra Wilson       | Karin Gist              | 7 de abril de 2016      | 7.35                |
| 263          | 18           | "There's a Fine, Fine Line"              | Jeannot Szwarc       | Jen Klein               | 14 de abril de 2016     | 7.97                |
| 264          | 19           | "It's Alright, Ma (I'm Only Bleeding)"   | Chris Hayden         | Austin Guzman           | 14 de abril de 2016     | 7.97                |
| 265          | 20           | "Trigger Happy"                          | Zetna Fuentes        | Zoanne Clack            | 21 de abril de 2016     | 7.65                |
| 266          | 21           | "You're Gonna Need Someone on Your Side" | Debbie Allen         | Lauren Barnett          | 28 de abril de 2016     | 7.91                |
| 267          | 22           | "Mama Tried"                             | Kevin McKidd         | Tia Napolitano          | 5 de maio de 2016       | 7.66                |
| 268          | 23           | "At Last"                                | Rob Corn             | Stacy McKee             | 12 de maio de 2016      | 7.77                |
| 269          | 24           | "Family Affair"                          | Debbie Allen         | William Harper          | 19 de maio de 2016      | 8.19                |

### 13ª Temporada (2016–17)
| N.º na série | N.º na temp. | Título                                      | Dirigido por          | Escrito por             | Exibição original       | Audiência (milhões) |
| ------------ | ------------ | ------------------------------------------- | --------------------- | ----------------------- | ----------------------- | ------------------- |
| 270          | 1            | "Undo"                                      | Debbie Allen          | William Harper          | 22 de Setembro de 2016  | 8.75                |
| 271          | 2            | "Catastrophe and the Cure"                  | Kevin McKidd          | Karin Gist              | 29 de Setembro de 2016  | 8.41                |
| 272          | 3            | "I Ain't No Miracle Worker"                 | Rob Corn              | Andy Reaser             | 6 de Outubro de 2016    | 8.08                |
| 273          | 4            | "Falling Slowly"                            | Victoria Mahoney      | Jen Klein               | 13 de Outubro de 2016   | 7.80                |
| 274          | 5            | "Both Sides Now"                            | Chandra Wilson        | Mark Driscoll           | 20 de Outubro de 2016   | 8.17                |
| 275          | 6            | "Roar"                                      | Nicole Rubio          | Elizabeth J.B. Klaviter | 27 de Outubro de 2016   | 8.17                |
| 276          | 7            | "Why Try To Change Me Now?"                 | Jeannot Szwarc        | Austin Guzman           | 3 de Novembro de 2016   | 7.60                |
| 277          | 8            | "The Room Where It Happens"                 | Debbie Allen          | Meg Marinis             | 10 de Novembro de 2016  | 7.25                |
| 278          | 9            | "You Haven't Done Nothin"                   | Rob Corn              | Karin Gist              | 17 de Novembro de 2016  | 8.04                |
| 279          | 10           | "You Can Look (But You'd Better Not Touch)" | Jann Turner           | Tia Napolitano          | 26 de Janeiro de 2017   | 9.59                |
| 280          | 11           | "Jukebox Hero"                              | Kevin Rodney Sullivan | Zoanne Clack            | 2 de Fevereiro de 2017  | 8.49                |
| 281          | 12           | "None of Your Business"                     | Geary McLeod          | Andy Reaser             | 9 de Fevereiro de 2017  | 8.46                |
| 282          | 13           | "It Only Gets Much Worse"                   | Jeannot Szwarc        | Lauren Barnett          | 16 de Fevereiro de 2017 | 7.68                |
| 283          | 14           | "Back Where You Belong"                     | Oliver Bokelberg      | Jen Klein               | 23 de Fevereiro de 2017 | 7.71                |
| 284          | 15           | "Civil War"                                 | Nicole Rubio          | Elizabeth J.B. Klaviter | 9 de Março de 2017      | 7.31                |
| 285          | 16           | "Who Is He (And What Is He to You)?"        | Kevin McKidd          | Elisabeth R. Finch      | 16 de Março de 2017     | 7.90                |
| 286          | 17           | "Til I Hear It From You"                    | Kevin McKidd          | Austin Guzman           | 23 de Março de 2017     | 7.80                |
| 287          | 18           | "Be Still, My Soul"                         | Ellen Pompeo          | Meg Marinis             | 30 de Março de 2017     | 7.62                |
| 288          | 19           | "What's Inside"                             | Nzingha Stewart       | Tia Napolitano          | 6 de Abril de 2017      | 7.23                |
| 289          | 20           | "In the Air Tonight"                        | Chandra Wilson        | Stacy McKee             | 13 de Abril de 2017     | 7.06                |
| 290          | 21           | "Don't Stop Me Now"                         | Louis Venosta         | Andy Reaser             | 27 de Abril de 2017     | 7.02                |
| 291          | 22           | "Leave it Inside"                           | Zetna Fuentes         | Elisabeth R. Finch      | 4 de Maio de 2017       | 7.09                |
| 292          | 23           | "True Colors"                               | Kevin McKidd          | William Harper          | 11 de Maio de 2017      | 7.02                |
| 293          | 24           | "Ring of Fire"                              | Debbie Allen          | Stacy McKee             | 18 de Maio de 2017      | 7.92                |

### 14ª Temporada (2017–18)
| N.º na série | N.º na temp. | Título                                      | Dirigido por    | Escrito por               | Exibição original      | Audiência (milhões) |
| ------------ | ------------ | ------------------------------------------- | --------------- | ------------------------- | ---------------------- | ------------------- |
| 294          | 1            | "Break Down the House"                      | Debbie Allen    | Krista Vernoff            | 28 de setembro de 2017 | 8.07                |
| 295          | 2            | "Get Off on the Pain"                       | Kevin McKidd    | Krista Vernoff            | 28 de setembro de 2017 | 8.07                |
| 296          | 3            | "Go Big or Go Home"                         | Chandra Wilson  | Meg Marinis               | 5 de outubro de 2017   | 8.06                |
| 297          | 4            | "Ain't That a Kick in the Head?"            | Geary McLeod    | Marlana Hope              | 12 de outubro de 2017  | 8.08                |
| 298          | 5            | "Danger Zone"                               | Cecilie Mosli   | Jalysa Conway             | 26 de outubro de 2017  | 7.67                |
| 299          | 6            | "Come On Down to My Boat, Baby"             | Lisa Leone      | Kiley Donovan             | 2 de novembro de 2017  | 7.38                |
| 300          | 7            | "Who Lives, Who Dies, Who Tells Your Story" | Debbie Allen    | Krista Vernoff            | 9 de novembro de 2017  | 8.13                |
| 301          | 8            | "Out of Nowhere"                            | Kevin McKidd    | William Harper            | 16 de novembro de 2017 | 7.52                |
| 302          | 9            | "1-800-799-7233"                            | Bill D'Elia     | Andy Reaser               | 18 de janeiro de 2018  | 8.27                |
| 303          | 10           | "Personal Jesus"                            | Kevin Sullivan  | Zoanne Clack              | 25 de janeiro de 2018  | 8.62                |
| 304          | 11           | "(Don't Fear) the Reaper"                   | Nicole Rubio    | Elisabeth R. Finch        | 1 de fevereiro de 2018 | 8.93                |
| 305          | 12           | "Harder, Better, Faster, Stronger"          | Jeannot Szwarc  | Kiley Donovan             | 8 de fevereiro de 2018 | 7.32                |
| 306          | 13           | "You Really Got a Hold on Me"               | Nzingha Stewart | Stacy McKee               | 1 de março de 2018     | 7.52                |
| 307          | 14           | "Games People Play"                         | Chandra Wilson  | Jason Ganzel & Julie Wong | 8 de março de 2018     | 7.07                |
| 308          | 15           | "Old Scars, Future Hearts"                  | Ellen Pompeo    | Tameson Duffy             | 15 de março de 2018    | 7.18                |
| 309          | 16           | "Caught Somewhere in Time"                  | Nicole Rubio    | Jalysa Conway             | 22 de março de 2018    | 7.61                |
| 310          | 17           | "One Day Like This"                         | Kevin McKidd    | Elisabeth R. Finch        | 29 de março de 2018    | 7.15                |
| 311          | 18           | "Hold Back the River"                       | Geary McLeod    | Alex Manugian             | 5 de abril de 2018     | 6.84                |
| 312          | 19           | "Beautiful Dreamer"                         | Jeannot Szwarc  | Meg Marinis               | 12 de abril de 2018    | 6.97                |
| 313          | 20           | "Judgment Day"                              | Sydney Freeland | Julie Wong                | 19 de abril de 2018    | 6.93                |
| 314          | 21           | "Bad Reputation"                            | Kevin McKidd    | Mark Driscoll             | 26 de abril de 2018    | 6.54                |
| 315          | 22           | "Fight for Your Mind"                       | Jesse Williams  | Andy Reaser               | 3 de maio de 2018      | 6.66                |
| 316          | 23           | "Cold as Ice"                               | Bill D'Elia     | William Harper            | 10 de maio de 2018     | 6.54                |
| 317          | 24           | "All of Me"                                 | Debbie Allen    | Krista Vernoff            | 17 de maio de 2018     | 7.60                |

### 15ª Temporada (2018-19)
| N.º na série | N.º na temp. | Título                            | Dirigido por        | Escrito por                  | Exibição original       | Audiência (milhões) |
| ------------ | ------------ | --------------------------------- | ------------------- | ---------------------------- | ----------------------- | ------------------- |
| 318          | 1            | "With a Wonder and a Wild Desire" | Debbie Allen        | Krista Vernoff               | 27 de setembro de 2018  | 6.81                |
| 319          | 2            | "Broken Together"                 | Kevin McKidd        | Meg Marinis                  | 27 de setembro de 2018  | 6.81                |
| 320          | 3            | "Gut Feeling"                     | Michael Watkins     | Mark Driscoll                | 4 de outubro de 2018    | 6.61                |
| 321          | 4            | "Momma Knows Best"                | Cecilie Mosli       | William Harper               | 11 de outubro de 2018   | 6.72                |
| 322          | 5            | "Everyday Angel"                  | Chandra Wilson      | Julie Wong                   | 25 de outubro de 2018   | 6.54                |
| 323          | 6            | "Flowers Grow Out of My Grave"    | Nicole Rubio        | Kiley Donovan                | 1 de novembro de 2018   | 6.71                |
| 324          | 7            | "Anybody Have a Map?"             | Krista Vernoff      | Elisabeth R. Finch           | 8 de novembro de 2018   | 6.60                |
| 325          | 8            | "Blowin in the Wind"              | Kevin McKidd        | Meg Marinis                  | 15 de novembro de 2018  | 7.30                |
| 326          | 9            | "Shelter from the Storm"          | Jann Turner         | William Harper               | 17 de janeiro de 2019   | 7.07                |
| 327          | 10           | "Help, I'm Alive"                 | Daniel Willis       | Jalysa Conway & Jason Ganzel | 24 de janeiro de 2019   | 6.98                |
| 328          | 11           | "The Winner Takes It All"         | Allison Liddi-Brown | Elisabeth R. Finch           | 31 de janeiro de 2019   | 7.27                |
| 329          | 12           | "Girlfriend in a Coma"            | Debbie Allen        | Kiley Donovan                | 7 de fevereiro de 2019  | 6.79                |
| 330          | 13           | "I Walk the Line"                 | Kevin McKidd        | Tameson Duffy                | 14 de fevereiro de 2019 | 6.58                |
| 331          | 14           | "I Want a New Drug"               | Jeannot Szwarc      | Zoanne Clack                 | 21 de fevereiro de 2019 | 6.89                |
| 332          | 15           | "We Didn't Start the Fire"        | Chandra Wilson      | Andy Reaser                  | 28 de fevereiro de 2019 | 6.99                |
| 333          | 16           | "Blood and Water"                 | Pete Chatmon        | Kiley Donovan                | 7 de março de 2019      | 6.55                |
| 334          | 17           | "And Dream of Sheep"              | Sydney Freeland     | William Harper               | 14 de março de 2019     | 6.57                |
| 335          | 18           | "Add It Up"                       | Michael Watkins     | Alex Manugian                | 21 de março de 2019     | 7.00                |
| 336          | 19           | "Silent All These Years"          | Debbie Allen        | Elisabeth R. Finch           | 28 de março de 2019     | 7.37                |
| 337          | 20           | "The Whole Package"               | Geary McLeod        | Meg Marinis                  | 4 de abril de 2019      | 6.85                |
| 338          | 21           | "The Good Shepherd"               | Bill D'Elia         | Julie Wong                   | 11 de abril de 2019     | 6.81                |
| 339          | 22           | "Head Over High Heels"            | Allison Liddi-Brown | Bridgette N. Burgess         | 18 de abril de 2019     | 6.24                |
| 340          | 23           | "What I Did for Love"             | Jesse Williams      | Mark Driscoll                | 2 de maio de 2019       | 6.96                |
| 341          | 24           | "Drawn to the Blood"              | Kevin McKidd        | Andy Reaser                  | 9 de maio de 2019       | 6.37                |
| 342          | 25           | "Jump into the Fog"               | Debbie Allen        | Krista Vernoff               | 16 de maio de 2019      | 5.99                |